# Flèche wallonne féminine 2019
Cet article concerne l'édition féminine de la Flèche wallonne. Pour la course masculine, voir Flèche wallonne 2019.
La 22e édition de la Flèche wallonne féminine a lieu le 24 avril 2019. C'est la huitième épreuve de l'UCI World Tour féminin 2019. Elle est remportée par la Néerlandaise Anna van der Breggen.

## Équipes
| Équipes féminines professionnelles (24)- Alé Cipollini - Aromitalia Vaiano - Astana Women's - BePink - Bigla - Boels Dolmans - BTC City Ljubljana - Canyon-SRAM Racing - CCC-Liv - Cogeas-Mettler - Doltcini-Van Eyck Sport - FDJ-Nouvelle Aquitaine-Futuroscope - Hagens Berman-Supermint - Health Mate-Ladies Team - Lotto Soudal Ladies - Mitchelton-Scott - Movistar Team - Parkhotel Valkenburg-Destil - Sunweb Women - Tibco-Silicon Valley Bank - Trek-Segafredo - Valcar Cylance - Virtu Cycling Women - WNT-Rotor Pro Cycling |
| |

## Parcours

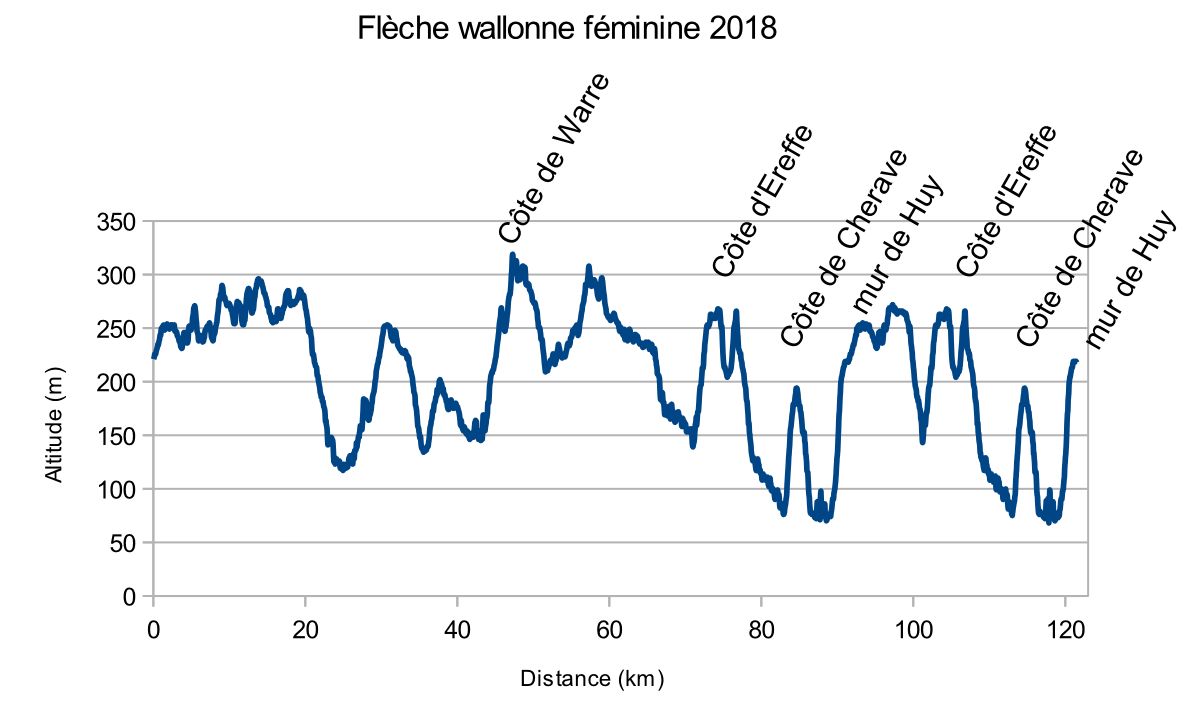
Profil de la course

Le parcours est identique à l'édition précédente. Un grand circuit suivi d'un tour d'un petit circuit sont au programme. Sept côtes sont répertoriées pour cette édition :
| Num | Nom             | km    | Longueur (m) | Pente moyenne | km de l'arrivée |
| --- | --------------- | ----- | ------------ | ------------- | --------------- |
| 1   | Côte de Warre   | 45,5  | 2 200        | 4,9 %         | 73              |
| 2   | Côte d'Ereffe   | 73    | 2 100        | 5 %           | 45,5            |
| 3   | Côte de Cherave | 83,5  | 1 300        | 8,1 %         | 35              |
| 4   | Mur de Huy      | 89,5  | 1 300        | 9,6 %         | 29              |
| 5   | Côte d'Ereffe   | 102   | 2 100        | 5 %           | 16,5            |
| 6   | Côte de Cherave | 112,5 | 1 300        | 8,1 %         | 6,0             |
| 7   | Mur de Huy      | 118,5 | 1 300        | 9,6 %         | 0               |

## Favorites
La championne du monde Anna van der Breggen, quadruple vainqueur sortante, est la principale favorite. Elle tentera d'atteindre le record de Marianne Vos avec cinq victoires. Elle peut compter sur l'assistance de Chantal Blaak vainqueur de l'Amstel Gold Race en 2018. Annemiek van Vleuten est également favorite. Toujours très à l'aise dès que la route monte et deuxième du Tour des Flandres, elle est accompagnée d'Amanda Spratt autre excellente grimpeuse. Marianne Vos non prévue initialement est au départ et forme avec Ashleigh Moolman un duo redoutable sur la course. Katarzyna Niewiadoma, vainqueur de l'Amstel Gold Race, est à suivre. Cecilie Uttrup Ludwig a démontré au Tour des Flandres que la forme était là. Elle devrait animer la course. Chez Sunweb, on compte sur Lucinda Brand et Coryn Rivera. La grande inconnue concerne Lizzie Deignan qui fait sa reprise sur l'Amstel Gold Race après deux ans loin des courses,.

## Récit de la course
La première échappée à obtenir du large se forme après trente kilomètres. Elle est composée de : Malgorzata Jasinska, Diana Peñuela, Lauren Stephens, Loes Adegeest, Tetyana Riabchenko et Marie-Soleil Blais. Sur la côte de Warre, leur avance est de deux minutes trente et Loes Adegeest lâche. Au premier passage de la côte d'Ereffe, l'avance n'est plus que de trente-cinq secondes. Tatiana Riabchenko est la dernière fuyarde à l'avant et est reprise à quarante-deux kilomètres du but. Dans la côte de Cherave, Elena Cecchini et Lizzie Deignan impriment un rythme élevé qui provoque une sélection. En haut du mur de Huy, le peloton compte environ quarante coureuses. À vingt-deux kilomètres de la ligne, Jeanne Korevaar, Elisa Balsamo, Ruth Winder et Olga Shekel sortent. Elles arrivent dans l'Ereffe en tête, mais sont rejointes dans la descente. À dix kilomètres de la fin, Alison Jackson attaque. Elle est reprise dans la côte de Cherave. Katarzyna Niewiadoma y accélère. Elle emmène treize coureuses avec elles. Amanda Spratt place l'accélération suivante, mais la descente lui est fatale. Aux trois kilomètres, Floortje Mackaij essaie d'anticiper le mur. Anna van der Breggen mène le peloton en pied d'ascension et double Mackaij. Katarzyna Niewiadoma attaque ensuite. Van der Breggen temporise jusqu'au deux cents mètres avant de produire son effort. Elle s'impose devant Annemiek van Vleuten qui passe Annika Langvad dans les derniers mètres. Elle est ainsi codétentrice du record de victoires avec Marianne Vos quatrième.

## Classements

### Classement final
| \| Classement général \| Classement général \| Classement général \| Classement général \| Classement général \| \| Coureuse \| Coureuse \| Pays \| Équipe \| Temps \| \| ------------------ \| --------------------- \| ------------------ \| ------------------------- \| ------------------ \| \| 1re \| Anna van der Breggen \| Pays-Bas \| Boels Dolmans \| 3 h 17 min 04 s \| \| 2e \| Annemiek van Vleuten \| Pays-Bas \| Mitchelton-Scott \| + 1 s \| \| 3e \| Annika Langvad \| Danemark \| Boels Dolmans \| + 4 s \| \| 4e \| Marianne Vos \| Pays-Bas \| CCC-Liv \| + 14 s \| \| 5e \| Demi Vollering \| Pays-Bas \| Parkhotel Valkenburg \| + 16 s \| \| 6e \| Katarzyna Niewiadoma \| Pologne \| Canyon-SRAM Racing \| + 17 s \| \| 7e \| Ashleigh Moolman \| Afrique du Sud \| CCC-Liv \| + 20 s \| \| 8e \| Cecilie Uttrup Ludwig \| Danemark \| Bigla \| + 23 s \| \| 9e \| Brodie Chapman \| Australie \| Tibco-Silicon Valley Bank \| + 26 s \| \| 10e \| Mavi García \| Espagne \| Movistar Team \| + 33 s \| |                       |                |                           |                 |
| |                       |                |                           |                 |
| Source : ProCyclingStats |                       |                |                           |                 |
| Classement général |                       |                |                           |                 |
| Coureuse | Coureuse              | Pays           | Équipe                    | Temps           |
| 1re | Anna van der Breggen  | Pays-Bas       | Boels Dolmans             | 3 h 17 min 04 s |
| 2e | Annemiek van Vleuten  | Pays-Bas       | Mitchelton-Scott          | + 1 s           |
| 3e | Annika Langvad        | Danemark       | Boels Dolmans             | + 4 s           |
| 4e | Marianne Vos          | Pays-Bas       | CCC-Liv                   | + 14 s          |
| 5e | Demi Vollering        | Pays-Bas       | Parkhotel Valkenburg      | + 16 s          |
| 6e | Katarzyna Niewiadoma  | Pologne        | Canyon-SRAM Racing        | + 17 s          |
| 7e | Ashleigh Moolman      | Afrique du Sud | CCC-Liv                   | + 20 s          |
| 8e | Cecilie Uttrup Ludwig | Danemark       | Bigla                     | + 23 s          |
| 9e | Brodie Chapman        | Australie      | Tibco-Silicon Valley Bank | + 26 s          |
| 10e | Mavi García           | Espagne        | Movistar Team             | + 33 s          |

### UCI World Tour

#### Points attribués
| Position           | 1er | 2e  | 3e  | 4e  | 5e | 6e | 7e | 8e | 9e | 10e | 11e | 12e | 13e | 14e | 15e | 16e à 30e | 31e à 40e |
| Classement général | 200 | 150 | 125 | 100 | 85 | 70 | 60 | 50 | 40 | 35  | 30  | 25  | 20  | 15  | 10  | 5         | 3         |

| Classement par points | Classement par points | Classement par points | Classement par points | Classement par points |
| Coureuse              | Coureuse              | Pays                  | Équipe                | Points                |
| --------------------- | --------------------- | --------------------- | --------------------- | --------------------- |
| 1re                   | Marta Bastianelli     | Italie                | Virtu Cycling Women   | 710 pts               |
| 2e                    | Annemiek van Vleuten  | Pays-Bas              | Mitchelton-Scott      | 650 pts               |
| 3e                    | Marianne Vos          | Pays-Bas              | CCC-Liv               | 575 pts               |
| 4e                    | Katarzyna Niewiadoma  | Pologne               | Canyon-SRAM Racing    | 535 pts               |
| 5e                    | Cecilie Uttrup Ludwig | Danemark              | Bigla                 | 455 pts               |
| 6e                    | Kirsten Wild          | Pays-Bas              | WNT-Rotor Pro Cycling | 450 pts               |
| 7e                    | Annika Langvad        | Danemark              | Boels Dolmans         | 375 pts               |
| 8e                    | Lorena Wiebes         | Pays-Bas              | Parkhotel Valkenburg  | 305 pts               |
| 9e                    | Lotte Kopecky         | Belgique              | Lotto Soudal Ladies   | 283 pts               |
| 10e                   | Chantal Blaak         | Pays-Bas              | Boels Dolmans         | 275 pts               |

| Classement par points | Classement par points | Classement par points | Classement par points | Classement par points |
| Coureuse              | Coureuse              | Pays                  | Équipe                | Points                |
| --------------------- | --------------------- | --------------------- | --------------------- | --------------------- |
| 1re                   | Marta Bastianelli     | Italie                | Virtu Cycling Women   | 710 pts               |
| 2e                    | Annemiek van Vleuten  | Pays-Bas              | Mitchelton-Scott      | 650 pts               |
| 3e                    | Marianne Vos          | Pays-Bas              | CCC-Liv               | 575 pts               |
| 4e                    | Katarzyna Niewiadoma  | Pologne               | Canyon-SRAM Racing    | 535 pts               |
| 5e                    | Cecilie Uttrup Ludwig | Danemark              | Bigla                 | 455 pts               |
| 6e                    | Kirsten Wild          | Pays-Bas              | WNT-Rotor Pro Cycling | 450 pts               |
| 7e                    | Annika Langvad        | Danemark              | Boels Dolmans         | 375 pts               |
| 8e                    | Lorena Wiebes         | Pays-Bas              | Parkhotel Valkenburg  | 305 pts               |
| 9e                    | Lotte Kopecky         | Belgique              | Lotto Soudal Ladies   | 283 pts               |
| 10e                   | Chantal Blaak         | Pays-Bas              | Boels Dolmans         | 275 pts               |

| Classement du meilleur jeune | Classement du meilleur jeune | Classement du meilleur jeune | Classement du meilleur jeune | Classement du meilleur jeune |
| Coureuse                     | Coureuse                     | Pays                         | Équipe                       | Points                       |
| ---------------------------- | ---------------------------- | ---------------------------- | ---------------------------- | ---------------------------- |

| Classement du meilleur jeune | Classement du meilleur jeune | Classement du meilleur jeune | Classement du meilleur jeune | Classement du meilleur jeune |
| Coureuse                     | Coureuse                     | Pays                         | Équipe                       | Points                       |
| ---------------------------- | ---------------------------- | ---------------------------- | ---------------------------- | ---------------------------- |

| Classement par équipes aux points | Classement par équipes aux points | Classement par équipes aux points | Classement par équipes aux points |
| Équipe                            | Équipe                            | Pays                              | Points                            |
| --------------------------------- | --------------------------------- | --------------------------------- | --------------------------------- |
| 1re                               | Boels Dolmans                     | Pays-Bas                          | 1274 pts                          |
| 2e                                | Mitchelton-Scott                  | Australie                         | 928 pts                           |
| 3e                                | Virtu Cycling Women               | Danemark                          | 871 pts                           |
| 4e                                | Canyon-SRAM Racing                | Allemagne                         | 768 pts                           |
| 5e                                | CCC-Liv                           | Pays-Bas                          | 756 pts                           |
| 6e                                | Trek-Segafredo                    | États-Unis                        | 582 pts                           |
| 7e                                | WNT-Rotor Pro Cycling             | Allemagne                         | 571 pts                           |
| 8e                                | Bigla                             | Danemark                          | 538 pts                           |
| 9e                                | Parkhotel Valkenburg-Destil       | Pays-Bas                          | 478 pts                           |
| 10e                               | Sunweb Women                      | Pays-Bas                          | 385 pts                           |

| Classement par équipes aux points | Classement par équipes aux points | Classement par équipes aux points | Classement par équipes aux points |
| Équipe                            | Équipe                            | Pays                              | Points                            |
| --------------------------------- | --------------------------------- | --------------------------------- | --------------------------------- |
| 1re                               | Boels Dolmans                     | Pays-Bas                          | 1274 pts                          |
| 2e                                | Mitchelton-Scott                  | Australie                         | 928 pts                           |
| 3e                                | Virtu Cycling Women               | Danemark                          | 871 pts                           |
| 4e                                | Canyon-SRAM Racing                | Allemagne                         | 768 pts                           |
| 5e                                | CCC-Liv                           | Pays-Bas                          | 756 pts                           |
| 6e                                | Trek-Segafredo                    | États-Unis                        | 582 pts                           |
| 7e                                | WNT-Rotor Pro Cycling             | Allemagne                         | 571 pts                           |
| 8e                                | Bigla                             | Danemark                          | 538 pts                           |
| 9e                                | Parkhotel Valkenburg-Destil       | Pays-Bas                          | 478 pts                           |
| 10e                               | Sunweb Women                      | Pays-Bas                          | 385 pts                           |

## Liste des participants
| Légende | Légende                                                                    | Légende | Légende                                                    |
| ------- | -------------------------------------------------------------------------- | ------- | ---------------------------------------------------------- |
| Num     | Dossard de départ porté par le coureur sur cette Flèche wallonne féminine  | Pos     | Position à l'arrivée de la course                          |
|         | Indique un maillot de champion national ou mondial, suivi de sa spécialité | NP      | Indique un coureur qui n'a pas pris le départ de la course |
| AB      | Indique un coureur qui n'a pas terminé la course                           | HD      | Indique un coureur qui a terminé la course hors des délais |

| Boels Dolmans DLT | Boels Dolmans DLT                  | Boels Dolmans DLT |
| ----------------- | ---------------------------------- | ----------------- |
| Num               | Coureuse                           | Pos               |
| 1                 | Anna van der Breggen (NED) (route) | 1re               |
| 2                 | Chantal Blaak (NED) (route)        | AB                |
| 3                 | Eva Buurman (NED)                  | AB                |
| 4                 | Katie Hall (USA)                   | 28e               |
| 5                 | Annika Langvad (DEN)               | 3e                |
| 6                 | Jip van den Bos (NED)              | AB                |

| CCC-Liv CCC | CCC-Liv CCC                    | CCC-Liv CCC |
| ----------- | ------------------------------ | ----------- |
| Num         | Coureuse                       | Pos         |
| 11          | Marianne Vos (NED)             | 4e          |
| 12          | Jeanne Korevaar (NED)          | 55e         |
| 13          | Riejanne Markus (NED)          | 62e         |
| 14          | Ashleigh Moolman (RSA) (route) | 7e          |
| 15          | Pauliena Rooijakkers (NED)     | AB          |
| 16          | Agnieszka Skalniak-Sójka (POL) | 66e         |

| Mitchelton-Scott MTS | Mitchelton-Scott MTS       | Mitchelton-Scott MTS |
| -------------------- | -------------------------- | -------------------- |
| Num                  | Coureuse                   | Pos                  |
| 21                   | Annemiek van Vleuten (NED) | 2e                   |
| 22                   | Jessica Allen (AUS)        | AB                   |
| 23                   | Grace Brown (AUS)          | 67e                  |
| 24                   | Lucy Kennedy (AUS)         | 40e                  |
| 25                   | Amanda Spratt (AUS)        | 11e                  |
| 26                   | Moniek Tenniglo (NED)      | AB                   |

| FDJ-Nouvelle Aquitaine-Futuroscope FDJ | FDJ-Nouvelle Aquitaine-Futuroscope FDJ | FDJ-Nouvelle Aquitaine-Futuroscope FDJ |
| -------------------------------------- | -------------------------------------- | -------------------------------------- |
| Num                                    | Coureuse                               | Pos                                    |
| 31                                     | Shara Gillow (AUS)                     | 13e                                    |
| 32                                     | Eugénie Duval (FRA)                    | AB                                     |
| 33                                     | Victorie Guilman (FRA)                 | 59e                                    |
| 34                                     | Marie Le Net (FRA)                     | AB                                     |
| 35                                     | Évita Muzic (FRA)                      | 31e                                    |
| 36                                     | Jade Wiel (FRA)                        | 73e                                    |

| Virtu Cycling Women TVC | Virtu Cycling Women TVC | Virtu Cycling Women TVC |
| ----------------------- | ----------------------- | ----------------------- |
| Num                     | Coureuse                | Pos                     |
| 41                      | Sofia Bertizzolo (ITA)  | 53e                     |
| 43                      | Louise Norman Hansen    | AB                      |
| 44                      | Anouska Koster (NED)    | 49e                     |
| 45                      | Rachel Neylan (AUS)     | 15e                     |
| 46                      | Sara Penton (SWE)       | AB                      |

| Bigla BIG | Bigla BIG                   | Bigla BIG |
| --------- | --------------------------- | --------- |
| Num       | Coureuse                    | Pos       |
| 51        | Cecilie Uttrup Ludwig (DEN) | 8e        |
| 52        | Elise Chabbey (SUI)         | 25e       |
| 53        | Mikayla Harvey (NZL)        | 74e       |
| 54        | Nikola Nosková (CZE)        | 35e       |
| 55        | Elizabeth Banks (GBR)       | 68e       |
| 56        | Sophie Wright (GBR)         | 46e       |

| Canyon-SRAM Racing CSR | Canyon-SRAM Racing CSR         | Canyon-SRAM Racing CSR |
| ---------------------- | ------------------------------ | ---------------------- |
| Num                    | Coureuse                       | Pos                    |
| 61                     | Katarzyna Niewiadoma (POL)     | 6e                     |
| 62                     | Alena Amialiusik (BLR) (route) | 36e                    |
| 63                     | Hannah Barnes (GBR)            | 75e                    |
| 64                     | Hannah Ludwig (GER)            | 72e                    |
| 66                     | Alexis Magner (USA)            | AB                     |
| 67                     | Elena Cecchini (ITA)           | AB                     |

| Movistar Team MOV | Movistar Team MOV                 | Movistar Team MOV |
| ----------------- | --------------------------------- | ----------------- |
| Num               | Coureuse                          | Pos               |
| 71                | Mavi García (ESP)                 | 10e               |
| 72                | Aude Biannic (FRA) (route)        | 78e               |
| 75                | Małgorzata Jasińska (POL) (route) | 77e               |
| 76                | Lorena Llamas (ESP)               | AB                |
| 77                | Eider Merino (ESP) (route)        | 34e               |
| 78                | Gloria Rodríguez (ESP)            | AB                |

| BTC City Ljubljana BTC | BTC City Ljubljana BTC   | BTC City Ljubljana BTC |
| ---------------------- | ------------------------ | ---------------------- |
| Num                    | Coureuse                 | Pos                    |
| 81                     | Anastasia Chursina (RUS) | 26e                    |
| 83                     | Urška Bravec (SLO)       | AB                     |
| 84                     | Hanna Nilsson (SWE)      | 52e                    |
| 85                     | Urša Pintar (SLO)        | 29e                    |
| 86                     | Urška Žigart (SLO)       | AB                     |
| 87                     | Mia Radotić (CRO)        | AB                     |

| Valcar Cylance VAL | Valcar Cylance VAL          | Valcar Cylance VAL |
| ------------------ | --------------------------- | ------------------ |
| Num                | Coureuse                    | Pos                |
| 91                 | Marta Cavalli (ITA) (route) | 30e                |
| 92                 | Alice Maria Arzuffi (ITA)   | 61e                |
| 93                 | Elisa Balsamo (ITA)         | 54e                |
| 94                 | Barbara Malcotti (ITA)      | 64e                |
| 95                 | Dalia Muccioli (ITA)        | AB                 |
| 96                 | Alessia Vigilia (ITA)       | AB                 |

| Alé Cipollini ALE | Alé Cipollini ALE          | Alé Cipollini ALE |
| ----------------- | -------------------------- | ----------------- |
| Num               | Coureuse                   | Pos               |
| 101               | Soraya Paladin (ITA)       | 16e               |
| 102               | Romy Kasper (GER)          | 76e               |
| 103               | Diana Peñuela (COL)        | AB                |
| 104               | Nadia Quagliotto (ITA)     | 63e               |
| 105               | Karlijn Swinkels (NED)     | AB                |
| 106               | Eri Yonamine (JPN) (route) | 42e               |

| WNT-Rotor Pro Cycling WNT | WNT-Rotor Pro Cycling WNT     | WNT-Rotor Pro Cycling WNT |
| ------------------------- | ----------------------------- | ------------------------- |
| Num                       | Coureuse                      | Pos                       |
| 111                       | Erica Magnaldi (ITA)          | 27e                       |
| 112                       | Laura Asencio (FRA)           | AB                        |
| 113                       | Kathrin Hammes (GER)          | AB                        |
| 114                       | Gabrielle Pilote Fortin (CAN) | AB                        |
| 115                       | Ane Santesteban (ESP)         | 43e                       |
| 116                       | Lara Vieceli (ITA)            | 47e                       |

| Sunweb SUN | Sunweb SUN                 | Sunweb SUN |
| ---------- | -------------------------- | ---------- |
| Num        | Coureuse                   | Pos        |
| 121        | Coryn Rivera (USA) (route) | AB         |
| 122        | Lucinda Brand (NED)        | 48e        |
| 123        | Janneke Ensing (NED)       | 56e        |
| 124        | Leah Kirchmann (CAN)       | 17e        |
| 125        | Juliette Labous (FRA)      | 38e        |
| 127        | Floortje Mackaij (NED)     | 18e        |

| Trek-Segafredo TFS | Trek-Segafredo TFS         | Trek-Segafredo TFS |
| ------------------ | -------------------------- | ------------------ |
| Num                | Coureuse                   | Pos                |
| 131                | Lizzie Deignan (GBR)       | 23e                |
| 132                | Audrey Cordon-Ragot (FRA)  | 70e                |
| 133                | Elisa Longo Borghini (ITA) | 20e                |
| 134                | Jolanda Neff (SUI) (route) | 21e                |
| 135                | Tayler Wiles (USA)         | 69e                |
| 136                | Ruth Edwards (USA)         | 60e                |

| Astana Women's Team ASA | Astana Women's Team ASA      | Astana Women's Team ASA |
| ----------------------- | ---------------------------- | ----------------------- |
| Num                     | Coureuse                     | Pos                     |
| 141                     | Arlenis Sierra (CUB) (route) | 12e                     |
| 142                     | Marie-Soleil Blais (CAN)     | AB                      |
| 143                     | Marina Kuzmina (KAZ)         | AB                      |
| 144                     | Elena Pirrone (ITA)          | 50e                     |
| 145                     | Jeidy Pradera (CUB)          | AB                      |
| 146                     | Olga Shekel (UKR) (route)    | 41e                     |

| Tibco-Silicon Valley Bank TIB | Tibco-Silicon Valley Bank TIB | Tibco-Silicon Valley Bank TIB |
| ----------------------------- | ----------------------------- | ----------------------------- |
| Num                           | Coureuse                      | Pos                           |
| 151                           | Brodie Chapman (AUS)          | 9e                            |
| 152                           | Alison Jackson (CAN)          | 37e                           |
| 153                           | Nina Kessler (NED)            | AB                            |
| 154                           | Shannon Malseed (AUS)         | 65e                           |
| 155                           | Rozanne Slik (NED)            | AB                            |
| 156                           | Lauren Stephens (USA)         | AB                            |

| Parkhotel Valkenburg PHV | Parkhotel Valkenburg PHV | Parkhotel Valkenburg PHV |
| ------------------------ | ------------------------ | ------------------------ |
| Num                      | Coureuse                 | Pos                      |
| 161                      | Sofie De Vuyst (BEL)     | 24e                      |
| 162                      | Loes Adegeest (NED)      | AB                       |
| 164                      | Roxane Knetemann (NED)   | AB                       |
| 165                      | Esther van Veen (NED)    | AB                       |
| 166                      | Demi Vollering (NED)     | 5e                       |
| 167                      | Sylvie Swinkels (NED)    | AB                       |

| Lotto Soudal Ladies LSL | Lotto Soudal Ladies LSL   | Lotto Soudal Ladies LSL |
| ----------------------- | ------------------------- | ----------------------- |
| Num                     | Coureuse                  | Pos                     |
| 171                     | Julie Van de Velde (BEL)  | 14e                     |
| 173                     | Danielle Christmas (GBR)  | 57e                     |
| 174                     | Marie Dessart (BEL)       | AB                      |
| 176                     | Kelly Van den Steen (BEL) | 32e                     |
| 178                     | Chantal Hoffmann (LUX)    | AB                      |

| Bepink BPK | Bepink BPK             | Bepink BPK |
| ---------- | ---------------------- | ---------- |
| Num        | Coureuse               | Pos        |
| 181        | Tatiana Guderzo (ITA)  | 22e        |
| 182        | Vania Canvelli (ITA)   | AB         |
| 183        | Simona Frapporti (ITA) | AB         |
| 184        | Katia Ragusa (ITA)     | 45e        |
| 185        | Nicole Steigenga (NED) | AB         |
| 186        | Silvia Valsecchi (ITA) | AB         |

| Health Mate-Ladies Team HMT | Health Mate-Ladies Team HMT | Health Mate-Ladies Team HMT |
| --------------------------- | --------------------------- | --------------------------- |
| Num                         | Coureuse                    | Pos                         |
| 191                         | Kylie Waterreus (NED)       | AB                          |
| 192                         | Lara Defour (BEL)           | AB                          |
| 193                         | Veronika Kormos (HUN)       | AB                          |
| 194                         | Esther Meisels (ISR)        | AB                          |
| 195                         | Zsófia Szabó (HUN)          | AB                          |
| 196                         | Suzanne Verhoeven (BEL)     | AB                          |

| Hagens Berman-Supermint HBS | Hagens Berman-Supermint HBS | Hagens Berman-Supermint HBS |
| --------------------------- | --------------------------- | --------------------------- |
| Num                         | Coureuse                    | Pos                         |
| 201                         | Lily Williams (USA)         | AB                          |
| 202                         | Whitney Allison (USA)       | 51e                         |
| 203                         | Leigh Ann Ganzar (USA)      | 71e                         |
| 204                         | Lindsay Bayer (USA)         | AB                          |
| 205                         | Harriet Owen (GBR)          | AB                          |
| 206                         | Liza Rachetto (USA)         | AB                          |

| Cogeas-Mettler-Look Pro Cycling Team CGS | Cogeas-Mettler-Look Pro Cycling Team CGS | Cogeas-Mettler-Look Pro Cycling Team CGS |
| ---------------------------------------- | ---------------------------------------- | ---------------------------------------- |
| Num                                      | Coureuse                                 | Pos                                      |
| 211                                      | Maria Novolodskaya (RUS)                 | 33e                                      |
| 212                                      | Gulnaz Khatuntseva (RUS)                 | AB                                       |
| 213                                      | Ántri Christofórou (CYP) (route)         | AB                                       |
| 214                                      | Olga Deiko (RUS)                         | AB                                       |
| 215                                      | Elizaveta Oshurkova (RUS)                | AB                                       |
| 216                                      | Anastasiia Pliaskina (RUS)               | AB                                       |

| Aromitalia Vaiano VAI | Aromitalia Vaiano VAI        | Aromitalia Vaiano VAI |
| --------------------- | ---------------------------- | --------------------- |
| Num                   | Coureuse                     | Pos                   |
| 221                   | Rasa Leleivytė (LTU) (route) | 39e                   |
| 222                   | Sofia Beggin (ITA)           | 58e                   |
| 223                   | Letizia Borghesi (ITA)       | AB                    |
| 224                   | Angelica Brogi (ITA)         | AB                    |
| 225                   | Carmela Cipriani (ITA)       | AB                    |
| 226                   | Nicole Nesti (ITA)           | AB                    |

| Doltcini-Van Eyck Sport DVE | Doltcini-Van Eyck Sport DVE | Doltcini-Van Eyck Sport DVE |
| --------------------------- | --------------------------- | --------------------------- |
| Num                         | Coureuse                    | Pos                         |
| 231                         | Tetyana Riabchenko (UKR)    | 19e                         |
| 232                         | Mieke Docx (BEL)            | AB                          |
| 233                         | Séverine Eraud (FRA)        | AB                          |
| 234                         | Marion Sicot (FRA)          | 44e                         |
| 235                         | Jesse Vandenbulcke (BEL)    | AB                          |
| 236                         | Anisha Vekemans (BEL)       | AB                          |

| Boels Dolmans DLT | Boels Dolmans DLT                  | Boels Dolmans DLT |
| ----------------- | ---------------------------------- | ----------------- |
| Num               | Coureuse                           | Pos               |
| 1                 | Anna van der Breggen (NED) (route) | 1re               |
| 2                 | Chantal Blaak (NED) (route)        | AB                |
| 3                 | Eva Buurman (NED)                  | AB                |
| 4                 | Katie Hall (USA)                   | 28e               |
| 5                 | Annika Langvad (DEN)               | 3e                |
| 6                 | Jip van den Bos (NED)              | AB                |

| CCC-Liv CCC | CCC-Liv CCC                    | CCC-Liv CCC |
| ----------- | ------------------------------ | ----------- |
| Num         | Coureuse                       | Pos         |
| 11          | Marianne Vos (NED)             | 4e          |
| 12          | Jeanne Korevaar (NED)          | 55e         |
| 13          | Riejanne Markus (NED)          | 62e         |
| 14          | Ashleigh Moolman (RSA) (route) | 7e          |
| 15          | Pauliena Rooijakkers (NED)     | AB          |
| 16          | Agnieszka Skalniak-Sójka (POL) | 66e         |

| Mitchelton-Scott MTS | Mitchelton-Scott MTS       | Mitchelton-Scott MTS |
| -------------------- | -------------------------- | -------------------- |
| Num                  | Coureuse                   | Pos                  |
| 21                   | Annemiek van Vleuten (NED) | 2e                   |
| 22                   | Jessica Allen (AUS)        | AB                   |
| 23                   | Grace Brown (AUS)          | 67e                  |
| 24                   | Lucy Kennedy (AUS)         | 40e                  |
| 25                   | Amanda Spratt (AUS)        | 11e                  |
| 26                   | Moniek Tenniglo (NED)      | AB                   |

| FDJ-Nouvelle Aquitaine-Futuroscope FDJ | FDJ-Nouvelle Aquitaine-Futuroscope FDJ | FDJ-Nouvelle Aquitaine-Futuroscope FDJ |
| -------------------------------------- | -------------------------------------- | -------------------------------------- |
| Num                                    | Coureuse                               | Pos                                    |
| 31                                     | Shara Gillow (AUS)                     | 13e                                    |
| 32                                     | Eugénie Duval (FRA)                    | AB                                     |
| 33                                     | Victorie Guilman (FRA)                 | 59e                                    |
| 34                                     | Marie Le Net (FRA)                     | AB                                     |
| 35                                     | Évita Muzic (FRA)                      | 31e                                    |
| 36                                     | Jade Wiel (FRA)                        | 73e                                    |

| Virtu Cycling Women TVC | Virtu Cycling Women TVC | Virtu Cycling Women TVC |
| ----------------------- | ----------------------- | ----------------------- |
| Num                     | Coureuse                | Pos                     |
| 41                      | Sofia Bertizzolo (ITA)  | 53e                     |
| 43                      | Louise Norman Hansen    | AB                      |
| 44                      | Anouska Koster (NED)    | 49e                     |
| 45                      | Rachel Neylan (AUS)     | 15e                     |
| 46                      | Sara Penton (SWE)       | AB                      |

| Bigla BIG | Bigla BIG                   | Bigla BIG |
| --------- | --------------------------- | --------- |
| Num       | Coureuse                    | Pos       |
| 51        | Cecilie Uttrup Ludwig (DEN) | 8e        |
| 52        | Elise Chabbey (SUI)         | 25e       |
| 53        | Mikayla Harvey (NZL)        | 74e       |
| 54        | Nikola Nosková (CZE)        | 35e       |
| 55        | Elizabeth Banks (GBR)       | 68e       |
| 56        | Sophie Wright (GBR)         | 46e       |

| Canyon-SRAM Racing CSR | Canyon-SRAM Racing CSR         | Canyon-SRAM Racing CSR |
| ---------------------- | ------------------------------ | ---------------------- |
| Num                    | Coureuse                       | Pos                    |
| 61                     | Katarzyna Niewiadoma (POL)     | 6e                     |
| 62                     | Alena Amialiusik (BLR) (route) | 36e                    |
| 63                     | Hannah Barnes (GBR)            | 75e                    |
| 64                     | Hannah Ludwig (GER)            | 72e                    |
| 66                     | Alexis Magner (USA)            | AB                     |
| 67                     | Elena Cecchini (ITA)           | AB                     |

| Movistar Team MOV | Movistar Team MOV                 | Movistar Team MOV |
| ----------------- | --------------------------------- | ----------------- |
| Num               | Coureuse                          | Pos               |
| 71                | Mavi García (ESP)                 | 10e               |
| 72                | Aude Biannic (FRA) (route)        | 78e               |
| 75                | Małgorzata Jasińska (POL) (route) | 77e               |
| 76                | Lorena Llamas (ESP)               | AB                |
| 77                | Eider Merino (ESP) (route)        | 34e               |
| 78                | Gloria Rodríguez (ESP)            | AB                |

| BTC City Ljubljana BTC | BTC City Ljubljana BTC   | BTC City Ljubljana BTC |
| ---------------------- | ------------------------ | ---------------------- |
| Num                    | Coureuse                 | Pos                    |
| 81                     | Anastasia Chursina (RUS) | 26e                    |
| 83                     | Urška Bravec (SLO)       | AB                     |
| 84                     | Hanna Nilsson (SWE)      | 52e                    |
| 85                     | Urša Pintar (SLO)        | 29e                    |
| 86                     | Urška Žigart (SLO)       | AB                     |
| 87                     | Mia Radotić (CRO)        | AB                     |

| Valcar Cylance VAL | Valcar Cylance VAL          | Valcar Cylance VAL |
| ------------------ | --------------------------- | ------------------ |
| Num                | Coureuse                    | Pos                |
| 91                 | Marta Cavalli (ITA) (route) | 30e                |
| 92                 | Alice Maria Arzuffi (ITA)   | 61e                |
| 93                 | Elisa Balsamo (ITA)         | 54e                |
| 94                 | Barbara Malcotti (ITA)      | 64e                |
| 95                 | Dalia Muccioli (ITA)        | AB                 |
| 96                 | Alessia Vigilia (ITA)       | AB                 |

| Alé Cipollini ALE | Alé Cipollini ALE          | Alé Cipollini ALE |
| ----------------- | -------------------------- | ----------------- |
| Num               | Coureuse                   | Pos               |
| 101               | Soraya Paladin (ITA)       | 16e               |
| 102               | Romy Kasper (GER)          | 76e               |
| 103               | Diana Peñuela (COL)        | AB                |
| 104               | Nadia Quagliotto (ITA)     | 63e               |
| 105               | Karlijn Swinkels (NED)     | AB                |
| 106               | Eri Yonamine (JPN) (route) | 42e               |

| WNT-Rotor Pro Cycling WNT | WNT-Rotor Pro Cycling WNT     | WNT-Rotor Pro Cycling WNT |
| ------------------------- | ----------------------------- | ------------------------- |
| Num                       | Coureuse                      | Pos                       |
| 111                       | Erica Magnaldi (ITA)          | 27e                       |
| 112                       | Laura Asencio (FRA)           | AB                        |
| 113                       | Kathrin Hammes (GER)          | AB                        |
| 114                       | Gabrielle Pilote Fortin (CAN) | AB                        |
| 115                       | Ane Santesteban (ESP)         | 43e                       |
| 116                       | Lara Vieceli (ITA)            | 47e                       |

| Sunweb SUN | Sunweb SUN                 | Sunweb SUN |
| ---------- | -------------------------- | ---------- |
| Num        | Coureuse                   | Pos        |
| 121        | Coryn Rivera (USA) (route) | AB         |
| 122        | Lucinda Brand (NED)        | 48e        |
| 123        | Janneke Ensing (NED)       | 56e        |
| 124        | Leah Kirchmann (CAN)       | 17e        |
| 125        | Juliette Labous (FRA)      | 38e        |
| 127        | Floortje Mackaij (NED)     | 18e        |

| Trek-Segafredo TFS | Trek-Segafredo TFS         | Trek-Segafredo TFS |
| ------------------ | -------------------------- | ------------------ |
| Num                | Coureuse                   | Pos                |
| 131                | Lizzie Deignan (GBR)       | 23e                |
| 132                | Audrey Cordon-Ragot (FRA)  | 70e                |
| 133                | Elisa Longo Borghini (ITA) | 20e                |
| 134                | Jolanda Neff (SUI) (route) | 21e                |
| 135                | Tayler Wiles (USA)         | 69e                |
| 136                | Ruth Edwards (USA)         | 60e                |

| Astana Women's Team ASA | Astana Women's Team ASA      | Astana Women's Team ASA |
| ----------------------- | ---------------------------- | ----------------------- |
| Num                     | Coureuse                     | Pos                     |
| 141                     | Arlenis Sierra (CUB) (route) | 12e                     |
| 142                     | Marie-Soleil Blais (CAN)     | AB                      |
| 143                     | Marina Kuzmina (KAZ)         | AB                      |
| 144                     | Elena Pirrone (ITA)          | 50e                     |
| 145                     | Jeidy Pradera (CUB)          | AB                      |
| 146                     | Olga Shekel (UKR) (route)    | 41e                     |

| Tibco-Silicon Valley Bank TIB | Tibco-Silicon Valley Bank TIB | Tibco-Silicon Valley Bank TIB |
| ----------------------------- | ----------------------------- | ----------------------------- |
| Num                           | Coureuse                      | Pos                           |
| 151                           | Brodie Chapman (AUS)          | 9e                            |
| 152                           | Alison Jackson (CAN)          | 37e                           |
| 153                           | Nina Kessler (NED)            | AB                            |
| 154                           | Shannon Malseed (AUS)         | 65e                           |
| 155                           | Rozanne Slik (NED)            | AB                            |
| 156                           | Lauren Stephens (USA)         | AB                            |

| Parkhotel Valkenburg PHV | Parkhotel Valkenburg PHV | Parkhotel Valkenburg PHV |
| ------------------------ | ------------------------ | ------------------------ |
| Num                      | Coureuse                 | Pos                      |
| 161                      | Sofie De Vuyst (BEL)     | 24e                      |
| 162                      | Loes Adegeest (NED)      | AB                       |
| 164                      | Roxane Knetemann (NED)   | AB                       |
| 165                      | Esther van Veen (NED)    | AB                       |
| 166                      | Demi Vollering (NED)     | 5e                       |
| 167                      | Sylvie Swinkels (NED)    | AB                       |

| Lotto Soudal Ladies LSL | Lotto Soudal Ladies LSL   | Lotto Soudal Ladies LSL |
| ----------------------- | ------------------------- | ----------------------- |
| Num                     | Coureuse                  | Pos                     |
| 171                     | Julie Van de Velde (BEL)  | 14e                     |
| 173                     | Danielle Christmas (GBR)  | 57e                     |
| 174                     | Marie Dessart (BEL)       | AB                      |
| 176                     | Kelly Van den Steen (BEL) | 32e                     |
| 178                     | Chantal Hoffmann (LUX)    | AB                      |

| Bepink BPK | Bepink BPK             | Bepink BPK |
| ---------- | ---------------------- | ---------- |
| Num        | Coureuse               | Pos        |
| 181        | Tatiana Guderzo (ITA)  | 22e        |
| 182        | Vania Canvelli (ITA)   | AB         |
| 183        | Simona Frapporti (ITA) | AB         |
| 184        | Katia Ragusa (ITA)     | 45e        |
| 185        | Nicole Steigenga (NED) | AB         |
| 186        | Silvia Valsecchi (ITA) | AB         |

| Health Mate-Ladies Team HMT | Health Mate-Ladies Team HMT | Health Mate-Ladies Team HMT |
| --------------------------- | --------------------------- | --------------------------- |
| Num                         | Coureuse                    | Pos                         |
| 191                         | Kylie Waterreus (NED)       | AB                          |
| 192                         | Lara Defour (BEL)           | AB                          |
| 193                         | Veronika Kormos (HUN)       | AB                          |
| 194                         | Esther Meisels (ISR)        | AB                          |
| 195                         | Zsófia Szabó (HUN)          | AB                          |
| 196                         | Suzanne Verhoeven (BEL)     | AB                          |

| Hagens Berman-Supermint HBS | Hagens Berman-Supermint HBS | Hagens Berman-Supermint HBS |
| --------------------------- | --------------------------- | --------------------------- |
| Num                         | Coureuse                    | Pos                         |
| 201                         | Lily Williams (USA)         | AB                          |
| 202                         | Whitney Allison (USA)       | 51e                         |
| 203                         | Leigh Ann Ganzar (USA)      | 71e                         |
| 204                         | Lindsay Bayer (USA)         | AB                          |
| 205                         | Harriet Owen (GBR)          | AB                          |
| 206                         | Liza Rachetto (USA)         | AB                          |

| Cogeas-Mettler-Look Pro Cycling Team CGS | Cogeas-Mettler-Look Pro Cycling Team CGS | Cogeas-Mettler-Look Pro Cycling Team CGS |
| ---------------------------------------- | ---------------------------------------- | ---------------------------------------- |
| Num                                      | Coureuse                                 | Pos                                      |
| 211                                      | Maria Novolodskaya (RUS)                 | 33e                                      |
| 212                                      | Gulnaz Khatuntseva (RUS)                 | AB                                       |
| 213                                      | Ántri Christofórou (CYP) (route)         | AB                                       |
| 214                                      | Olga Deiko (RUS)                         | AB                                       |
| 215                                      | Elizaveta Oshurkova (RUS)                | AB                                       |
| 216                                      | Anastasiia Pliaskina (RUS)               | AB                                       |

| Aromitalia Vaiano VAI | Aromitalia Vaiano VAI        | Aromitalia Vaiano VAI |
| --------------------- | ---------------------------- | --------------------- |
| Num                   | Coureuse                     | Pos                   |
| 221                   | Rasa Leleivytė (LTU) (route) | 39e                   |
| 222                   | Sofia Beggin (ITA)           | 58e                   |
| 223                   | Letizia Borghesi (ITA)       | AB                    |
| 224                   | Angelica Brogi (ITA)         | AB                    |
| 225                   | Carmela Cipriani (ITA)       | AB                    |
| 226                   | Nicole Nesti (ITA)           | AB                    |

| Doltcini-Van Eyck Sport DVE | Doltcini-Van Eyck Sport DVE | Doltcini-Van Eyck Sport DVE |
| --------------------------- | --------------------------- | --------------------------- |
| Num                         | Coureuse                    | Pos                         |
| 231                         | Tetyana Riabchenko (UKR)    | 19e                         |
| 232                         | Mieke Docx (BEL)            | AB                          |
| 233                         | Séverine Eraud (FRA)        | AB                          |
| 234                         | Marion Sicot (FRA)          | 44e                         |
| 235                         | Jesse Vandenbulcke (BEL)    | AB                          |
| 236                         | Anisha Vekemans (BEL)       | AB                          |

## Média
La Flèche wallonne est la première épreuve du World Tour de l'année à ne pas transmettre d'images.